# Верность в эпоху Гэнроку
«Верность в эпоху Гэнроку» / «47 ронинов» (яп. 元禄忠臣蔵 Гэнроку тю:сингура) — фильм-драма режиссёра Кэндзи Мидзогути, вышедший на экраны двумя частями в 1941—1942. Фильм является одной из многочисленных экранизаций популярной в Японии легенды о сорока семи ронинах, ценой своей жизни отстоявших честь своего господина.

## Сюжет
14 марта 1701 года князь Асано, враждующий с князем Кира, нападает на него в коридорах дворца сёгуна. И хотя князь Кира был только ранен, но так как Асано осмелился обнажить меч во дворце сёгуна, ему приказано уйти в отставку, чтобы уединиться в замке Тамура и совершить сэппуку. Его дома и имущество будут конфискованы, а вассалы уволены. При этом князь Кира избегает наказания. 47 самураев князя Асано, лишившиеся со смертью господина своего статуса и ставшие бесприютными ронинами, мстят за опозоренного хозяина: они нападают на замок князя Кира и убивают его. В финале 47 ронинов совершают харакири, как того требует закон.

## В ролях
- Токусабуро Араси — сёгун Окуно
- Ёсидзабуро Араси — князь Такуминоками Асано
- Мицуко Миура — Ёсэнин, жена князя Асано
- Утаэмон Итикава — Цунатоё Токугава
- Дайскэ Като — Фува Кадзуэмон
- Тодзюро Каварасаки — Дзюродзаэмон Исагаи
- Миэко Такаминэ — Омино, невеста Исогаи
- Сэйдзабуро Кавадзу — князь Ицумори Хосокава

## Премьеры
- Япония — национальная премьера I части фильма состоялась 1 декабря 1941 года.
- Япония — национальная премьера II части фильма состоялась 11 февраля 1942 года.
- — премьерный показ в США — 31 января 1979 года[2]
- — впервые показан российскому зрителю 15 октября (часть I) и 16 октября (часть II) 2002 года под названием «Сорок семь верных вассалов эпохи Гэнроку» в рамках ретроспективы фильмов Кэндзи Мидзогути в московском Музее кино[3].